# ФК «Осасуна» в сезоне 2005/2006
В течение сезона 2005-06 «КА Осасуна» выступала в Ла Лиге, высшем дивизионе испанского футбола, а также в Кубке Испании и Кубке УЕФА.

## Обзор сезона
Кульминацией выступления в элите футбола стал сезон 2005-06. Это был четвертый год Хавьера Агирре на посту главного тренера, и «Осасуна» только что вернулась в Еврокубок годом ранее. Сезон 2005-06 Ла Лиги Осасуна стал историческим сезоном для клуба. После 38 матчей в чемпионате команде удалось занять 4-е место в Ла Лиге, уступив только «Барселоне», мадридскому «Реалу» и «Валенсии». Во второй раз в своей истории «Осасуна» заняла 4-е место в испанской лиге первого дивизиона, впервые в истории клуба получив квалификацию в Лигу чемпионов УЕФА. В конечном итоге они проиграли Гамбургу в предыдущей квалификации к Лиге чемпионов 2006-07, сыграв вничью в обоих матчах, но проиграв квалификацию. Автоматически «КА Осасуна» выбыла и играла в Лиге Европы УЕФА в сезоне 2006-07. Сезон Ла Лиги 2005-06 был сезоном, в котором Осасуна набрала наибольшее количество очков за один сезон в своей истории. Кроме того, перед рождественскими каникулами они смогли занять 2-е место в лиге с 36 очками, опередив «Реал Мадрид» и «Валенсию» и отстав только от ФК Барселона. Хавьер Агирре в конечном итоге покинул следующий сезон, чтобы руководить мадридским «Атлетико» из-за успеха сезона 2005-06. 
В течение сезона название стадиона КА Осасуна было изменено с Эль-Садар на Рейно-де-Наварра.